# Nowa Wieś Malborska
Nowa Wieś Malborska – wieś w Polsce położona w województwie pomorskim, w powiecie malborskim, w gminie Malbork przy drodze wojewódzkiej nr 515. Nowa Wieś Malborska znajduje się w granicach administracyjnych Gminy Malbork.
W latach 1975–1998 miejscowość administracyjnie należała do województwa elbląskiego.
Inne miejscowości o nazwie Nowa Wieś: Nowa Wieś
Wskazówka - historyczna część miejscowości stanowi dziś dzielnicę Malborka - Nową Wieś.